# Бурип
Бурип (фр. Bourisp) насеље је и општина у јужној Француској у региону Миди Пирене, у департману Горњи Пиринеји која припада префектури Бањер де Бигор.
По подацима из 2011. године у општини је живело 156 становника, а густина насељености је износила 82,11 становника/km². Општина се простире на површини од 1,9 km². Налази се на средњој надморској висини од 809 метара (максималној 1.285 m, а минималној 772 m).

## Демографија
| 1962. | 1968. | 1975. | 1982. | 1990. | 1999. | 2011. |
| ----- | ----- | ----- | ----- | ----- | ----- | ----- |
| 96    | 124   | 120   | 87    | 103   | 110   | 156   |

График промене броја становника у току последњих година